# Maserati 8C
Maserati 8C je Maseratijev dirkalnik, ki je bil v uporabi med sezonama sezone 1932 in sezone 1933. Z njim so dirkali tudi Clemente Biondetti, Luigi Fagioli, Giuseppe Campari, Raymond Sommer in Tim Birkin. Imel je super procesorski motor Straight-8 s prostornino 3000 cm³, ki je lahko proizvajal moč 185 KM pri 6500 rmp. Debitiral je na dirki za Veliko nagrado Tunisa v sezoni 1932, edini večji uspeh pa je z njim dosegel Giuseppe Campari, ki je zmagal na dirki najvišjega ranga Grandes Épreuves za Veliko nagrado Francije v sezoni 1933.